# In de greep van de Mone
In de greep van de Mone (Engels: The House in November) is een sciencefictionroman uit 1970 van de Amerikaanse schrijver Keith Laumer. Het verhaal verscheen oorspronkelijk als driedelige serie onder de naam The Seeds of Gonyl in het sf-magazine If van oktober tot december 1969.

## Verhaal
In de stad Beatrice in Nebraska heeft een invasie plaatsgevonden maar niemand weet door wie. Het Russisch-Amerikaans leger denkt dat de invallers Chinezen zijn maar hebben het mis. Wanneer Jeff Mallory in het stadje ontwaakt, heeft hij geen herinneringen meer van de afgelopen drie maanden, zijn stadsgenoten blijken verandert in slaapwandelende zombies en er is een vijftienhonderd meter hoge toren verrezen in het midden van de stad.